# Spoorlijn Lier - Svangstrand
De spoorlijn Lier - Svangstrand ook wel Lierbanen genoemd is een voormalige Noorse spoorlijn tussen de stad Lier gelegen in de provincie Buskerud en Svangstrand eveneens gelegen in de provincie Buskerud.

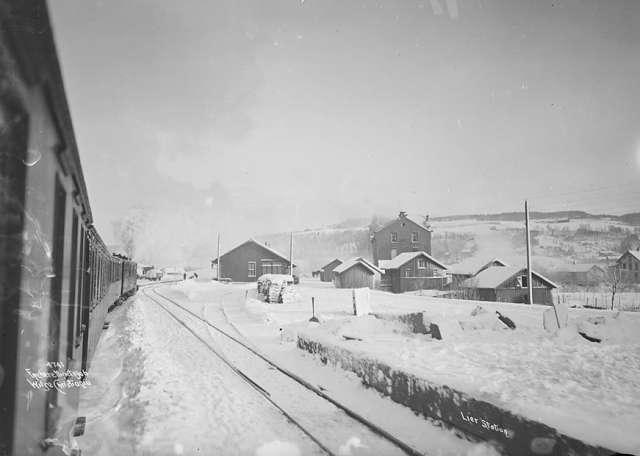
Station Lier in 1906

## Geschiedenis
Het traject werd door de Norges Statsbaner (NSB) op 12 juni 1904 geopend. Het traject werd op 1 januari 1937 gesloten en daarna opgebroken.

## Treindiensten
De Norges Statsbaner verzorgt het personenvervoer op dit traject met RB-treinen.
Het personen- en vrachtvervoer duurde tot 23 oktober 1932.

## Aansluitingen
In de volgende plaatsen was of is er een aansluiting van de volgende spoorwegmaatschappijen:

#### Lier
- Spikkestadlinjen, spoorlijn tussen Asker en Spikkestad
  - (oude Drammersbanen), oude spoorlijn tussen Asker, Spikkestad en Drammen (1872-1973)